# 艾恩电视台
艾恩电视台（英語：Ion Television）是一家美国无线电视网，为愛德華·威利斯·斯克里普斯公司拥有。